# Gudrun Zagel
Gudrun Zagel (* 27. Dezember 1966 in Sindelfingen) ist Assistenz-Professorin für öffentliches Recht an der Universität Salzburg.
Zagel studierte nach ihrer Schulausbildung in München und Salzburg an der Universität Salzburg Rechtswissenschaften (Mag. iur 1992; Dr. iur. 1997) und an der University of Texas School of Law, Austin (LL.M. 1997, Fulbright-Stipendiatin). Ab 1988 war sie am Institut für Völkerrecht als Stud.-Ass, ab 1992 V.-Ass. und ab 1997 Univ.-Ass. Seit September 1998 ist sie Mitarbeiterin im Völkerrechtsbüro des österreichischen Bundesministeriums für Auswärtige Angelegenheiten (BMaA), seit März 2002 externe Expertin des BMaA für die Verhandlungen der UN Convention against Corruption. 

## Schriften
- Hans Smit, Peter Herzog, Christian Campbell, Gudrun Zagel (Hrsg.): Smit & Herzog on the Law of the European Union. Loseblattsammlung mit laufenden Ergänzungslieferungen, seit 2005